# كوسبيكو
كوسبيكو هي مدينة وميناء محصنة على جزيرة مالطا. إنها أكبر المدن الثلاثة المكونة لما يسمي بالميناء الكبير . كما حصل على لقب كما سيتا كوتيرنا ولكن حدث خطأ وهو الآن يستخدم لتحديد المنطقة بأسرها.وتوجد على الجانب الشرقي من العاصمة فاليتا ويبلغ عدد سكانها من 5642 (نوفمبر 2005).

## أعلام
- أوغو ميفسود بونيسي
- دوم منتوف